# Go-tairō
Go-tairō, còn được gọi là Hội đồng năm vị đại lão (五大老 Ngũ Đại Lão), do Toyotomi Hideyoshi thành lập để thay mặt con trai ông, Hideyori thống trị Nhật Bản, cho đến khi Hideyori đến tuổi trưởng thành. Hideyoshi chọn năm daimyo mạnh nhất của ông: Ukita Hideie, Maeda Toshiie, Uesugi Kagekatsu, Mori Terumoto, và Tokugawa Ieyasu nổi tiếng. (Kobayakawa Takakage đáng lẽ đã trở thành một trong các đại lão, nhưng lại chết trước Hideyoshi.)
Hideyoshi hy vọng các đại lão (tairō) sẽ kiềm chế lẫn nhau, khiến không một ai có thể nắm quyền. Nhưng điều này không xảy ra: gần như ngay sau khi Hideyoshi qua đời năm 1598, các nguyên lão chia thành hai phe, 'Tokugawa' và 'những người còn lại'. Chiến tranh đến giữa năm 1600 mới nổ ra; kết thúc cùng năm đó với trận Sekigahara, với kết quả là một hòa ước với việc để Hideyori được sống và làm chủ lâu đài Osaka.